# Kyrkvägen

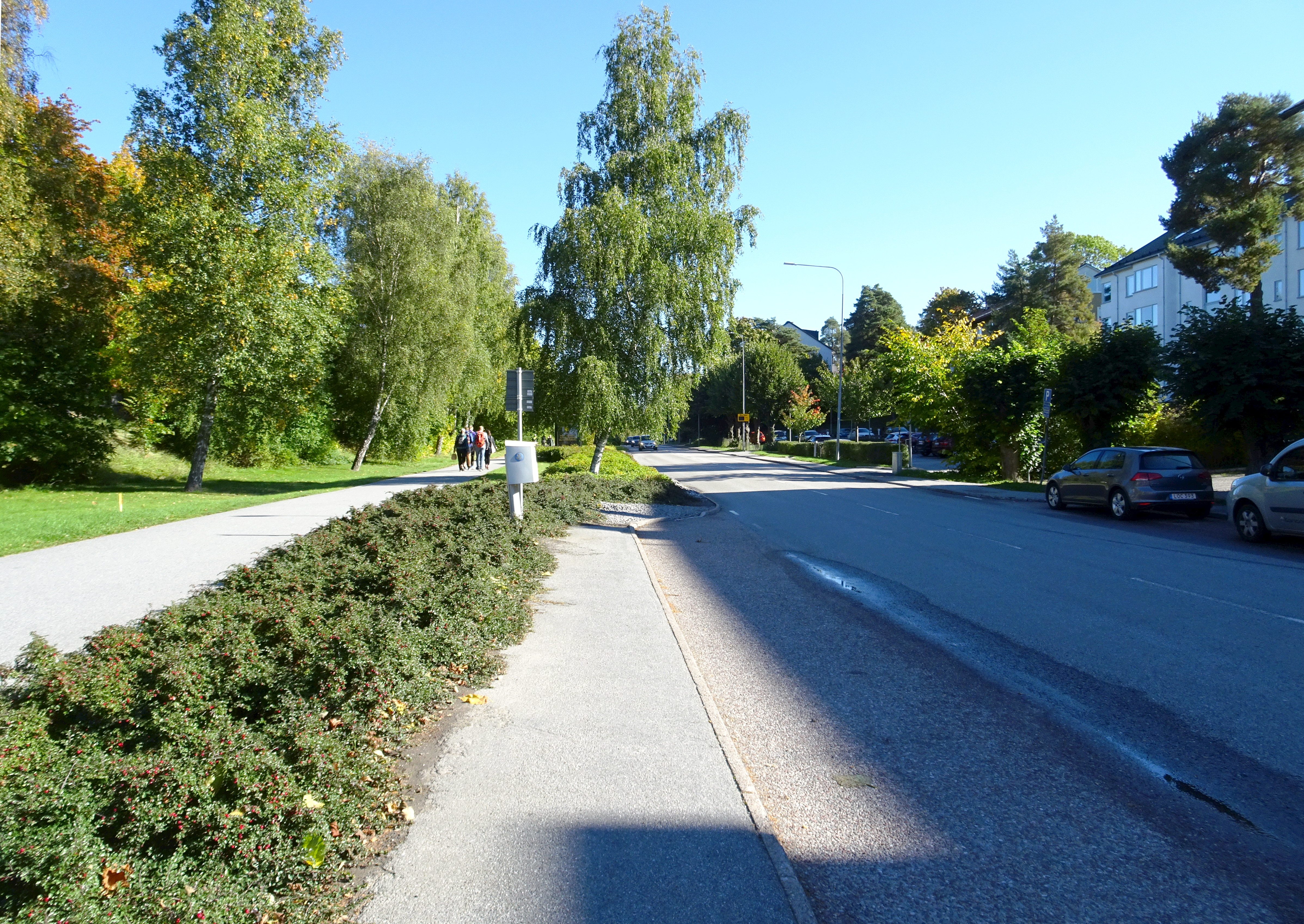
Kyrkvägen österut, på gång- och cykelvägen gick Norra Lidingöbanan.

Kyrkvägen är en gata i kommundelen Hersby i Lidingö kommun. Gatan sträcker sig från Lidingö centrum till Lidingövallen vid Kyrkviken där den ansluter till Norra Kungsvägen. Kyrkvägen har sitt namn efter Lidingö kyrka.

## Historik
Kyrkvägen redovisas första gången på Per Olof Hallmans stadsplan från 1907 som han upprättade i uppdrag av aktiebolaget Lidingö villastad. Gatan anlades som spårområde för Norra Lidingöbanan och kallades till en början Sveavägen eller Västra Sveavägen. Längs med Kyrkvägen låg fyra hållplatser (från öst till väst): Vasavägen, Hersbyholm, Kvarnen och Kyrkviken (som var banans slutstation). Kyrkvägens östra del förbi Elverket framgår på stadsplanen från 1913 och anlades på 1920-talet. Här gör Kyrkvägen en tvär sväng mot norr och hade ursprungligen en kort avstickare som gick upp till Lidingö Kyrka. Idag heter denna gatstump Kyrkallén.
När Norra Lidingöbanan lades ner 1971 revs spåret upp och byggdes om till en gång- och cykelbana som går separat och parallellt med Kyrkvägen. Idag är bara före detta stationshuset Hersbyholm kvar, nu som restaurang. Kyrkvägens gång- och cykelbana är en del av den nio kilometer långa Elfviksleden.

## Byggnader längs Kyrkvägen (urval)
- Centralpalatset
- Vasaborgen
- Vattängens gård
- Hersbyholms före detta stationshus
- Telefonvillan
- Norra Lidingöbanans före detta vagnhall
- Näsets kvarn
- Elverket
- Lidingövallen

## Bilder

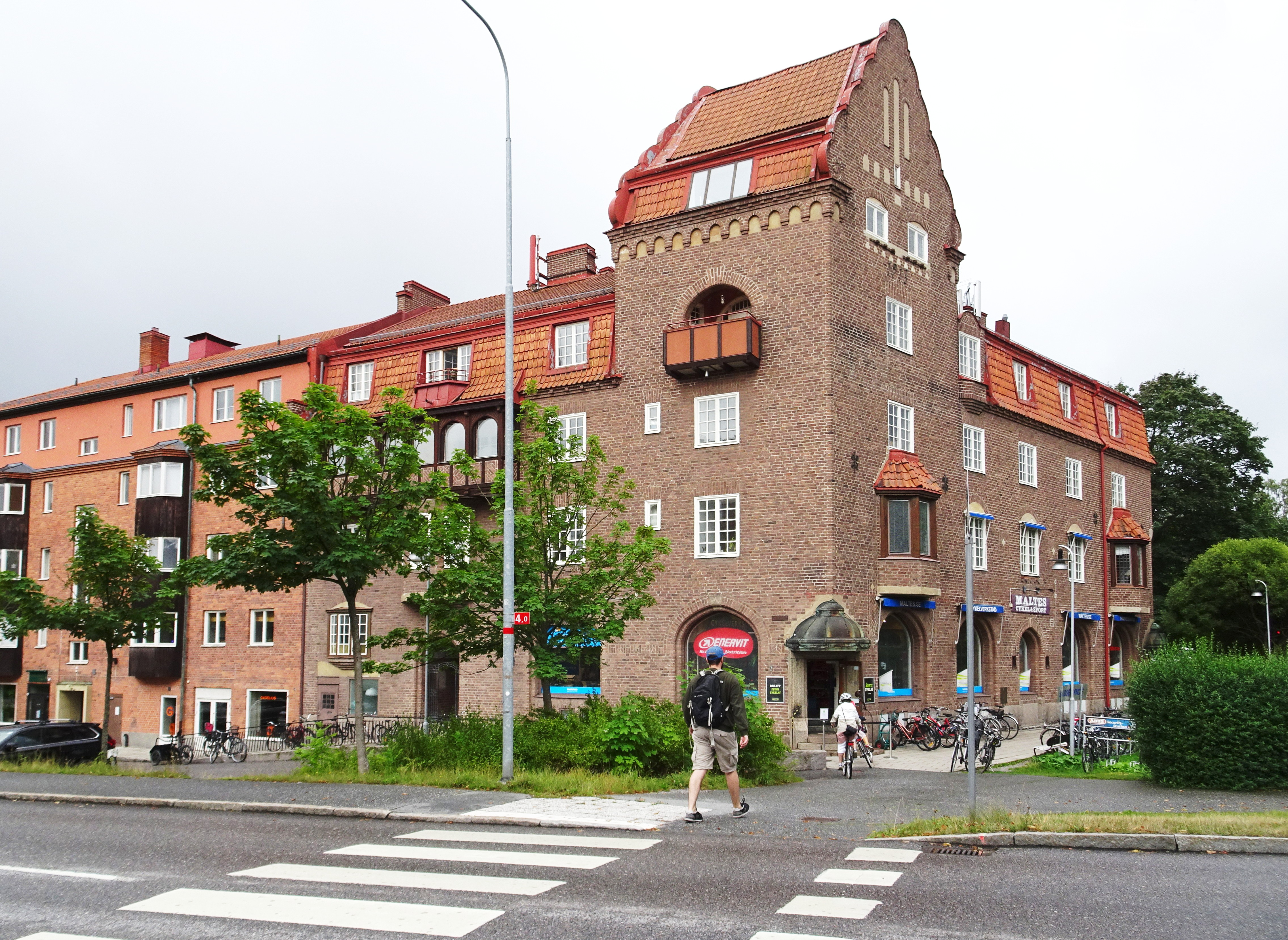
Centralpalatset.
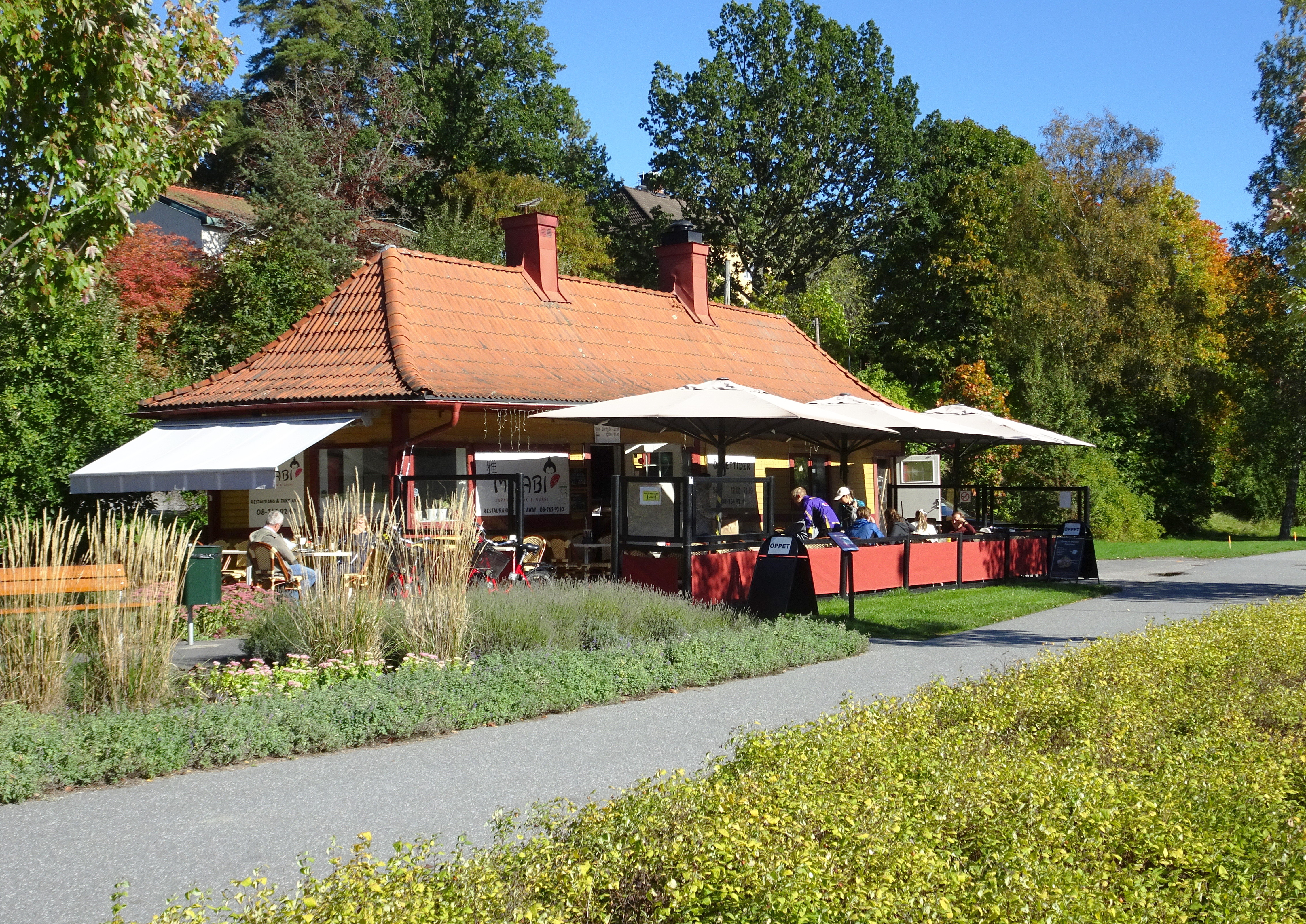
Före detta stationshuset "Hersbyholm".
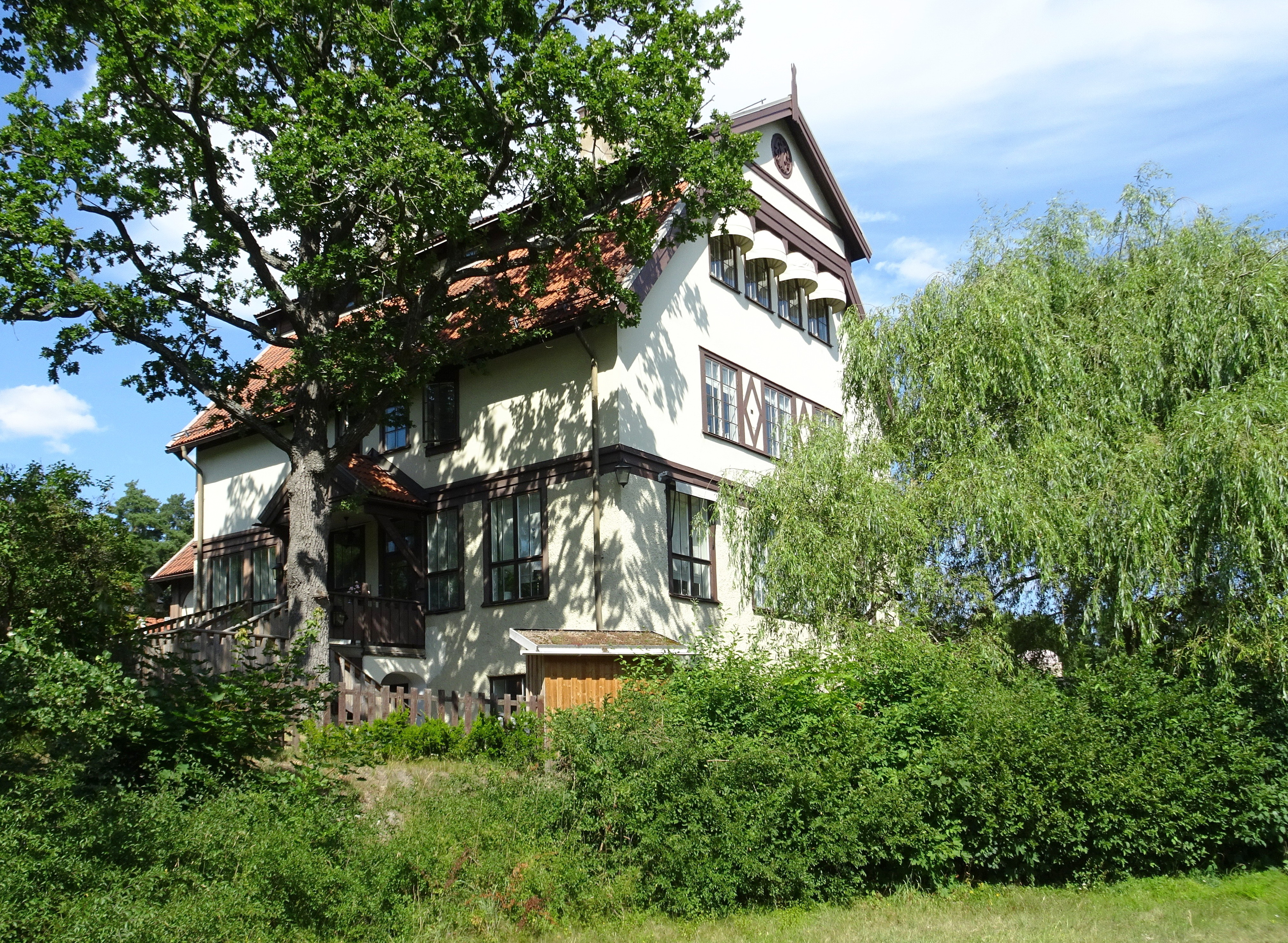
Telefonvillan.
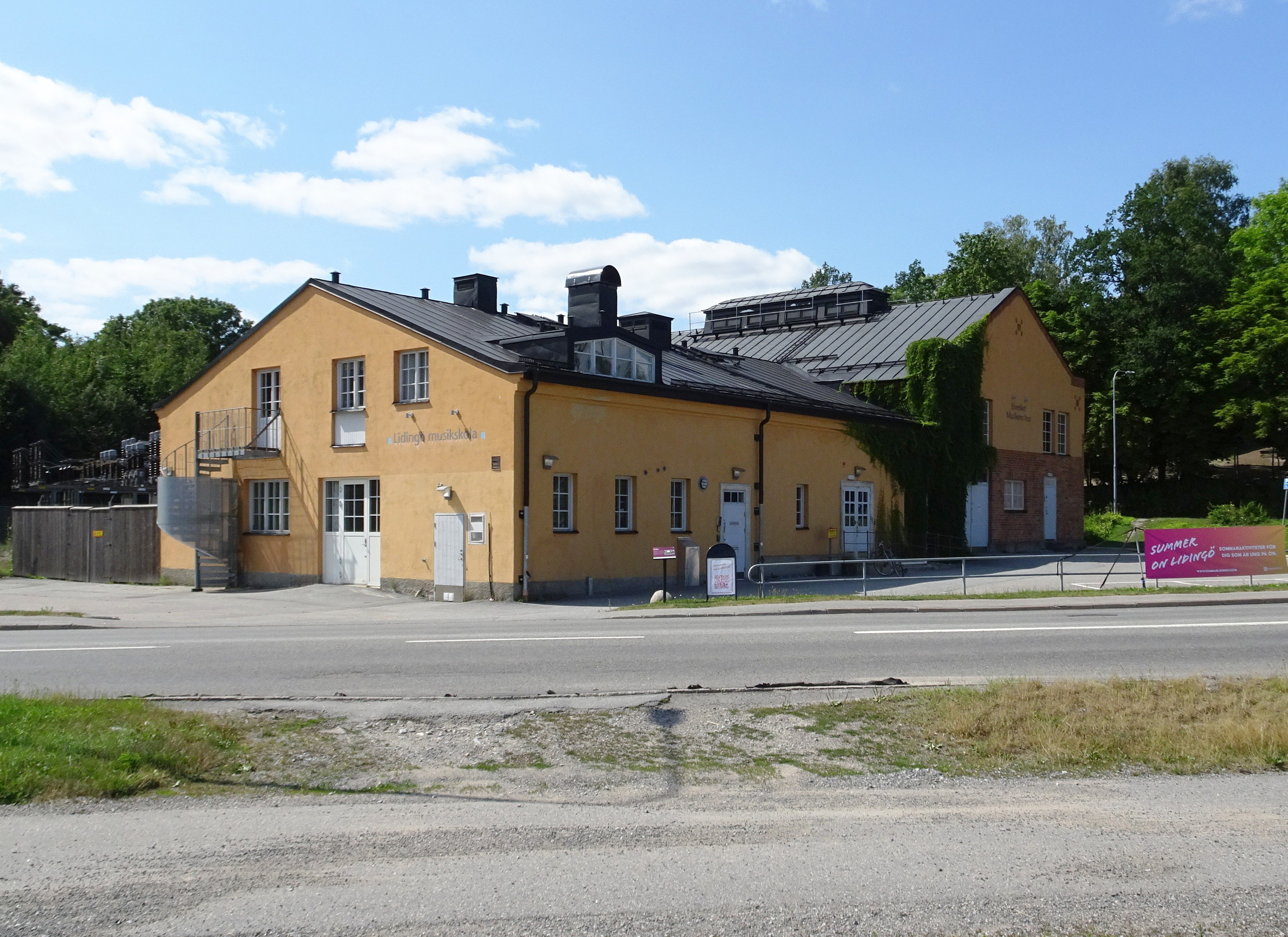
Före detta Lidingö Elektricitetsverk.